# Kerkaszentkirály
Kerkaszentkirály es un pueblo ubicado en el condado de Zala, Hungría.

## Superficie
Posee una superficie de 8,10 kilómetros cuadrados.

## Demografía
Hasta 2021 la población era de 192 habitantes, con una densidad de población de 23,70 habitantes por kilómetro cuadrado. En 2011 el 92,3% de la población estaba conformada por húngaros y la religión predominante era el catolicismo.